# Prionop de Gabela
El prionop de Gabela (Prionops gabela) és un ocell de la família dels vàngids (Vangidae).

## Hàbitat i distribució
Habita boscos humids a les muntanyes de l'oest d'Angola.